# Magistr
Magistr (z lat. magister) je akademický titul označující absolventa vysoké školy v magisterském studijním programu. Zkratka tohoto titulu je Mgr., pro umělecké studijní programy se používá varianta, resp. akademický titul, magistr umění ve zkratce MgA. (z lat. magister artium), přičemž obě zkratky titulů se případně umisťují před jméno. Dosažený stupeň vzdělání dle ISCED je 7 (master's degree).
Udělování titulu „magistr“ (resp. i titulu „magistr umění“) se v České republice řídí zákonem č. 111/1998 Sb., o vysokých školách, ve znění pozdějších předpisů. Získá ho absolvent 1–3letého studia v případě navazujícího magisterského studia na bakalářský studijní program, nebo 4–6letého studia v případě magisterského studijního programu (samostatného, celistvého, tedy souvislého a nenavazujícího studia) na univerzitě, případně na jiné vysoké škole, přičemž tyto souvislé magisterské studijní programy mohou být typické např. pro oblast lékařství, právo, umění apod. Úspěšný absolvent, magistr, může následně za úplatu podstoupit rigorózní řízení a získat tzv. malý doktorát (PhDr., JUDr., PharmDr., RNDr., ThDr. či ThLic.), případně může i dále studovat v doktorském studijním programu (doktor – Ph.D.), tedy získat tzv. velký doktorát (8 v ISCED).
Jako diplomant se někdy označuje student magisterského studijního programu, resp. student pracující na své diplomové práci. Magisterské studium se v tomto případě řádně ukončuje státní závěrečnou zkouškou (státnice), jejíž součástí je i obhajoba diplomové práce.
Magistr, resp. tituly této úrovně (master's degree), se většinou ve světě v praxi běžně neužívají, vyjma profesních titulů (např. M.D. apod.), běžně tak většinou v praxi bývají užívány až tituly od vyššího stupně (typicky Ph.D.); v některých zemích (Česko, Slovensko) však může být jejich formální užívání v praxi častější, přičemž jako formálně správné oslovování se zpravidla užívá pane magistře / paní magistro.

## Historie
Titul se odvozuje z lat. magister – mistr, učitel, případně představený. Na středověké univerzitě byl magister („mistr“) původně prostě učitel, už ve středověku se však stal akademickým titulem. Uděloval se bakalářům po dalším studiu a obhajobě samostatné odborné práce (these) na artistické fakultě (fakultě svobodných umění, odtud jeho celý název „magistr svobodných umění“) a byl předpokladem pro získání učitelského oprávnění (tzv. licentia docendi). Oprávněným tj. zpravidla jmenovaným učitelům se někdy říkalo magister regens. Na odborných fakultách (ve středověku teologické, právnické a lékařské) se uděloval titul doktor, který v 18. století v Rakousku titul magistra nahradil. Magistr zůstal pouze titulem farmaceutů (PhMr.).
Titul magistra byl pro Česko znovu zaveden roku 1990, aby nahradil tzv. (fakultativní) malé doktoráty (PhDr., PharmDr., JUDr., RNDr. a další) a aby též i české akademické tituly lépe odpovídaly titulům anglosaského světa, kde jsou podmínky pro získání doktorátu obtížnější. Tento vysokoškolský zákon (č. 172/1990 Sb.) však ještě variantu MgA. pro umělce neodlišoval. Původně v Česku studium, které vedlo k získání magisterského gradu bylo oficiálně označovalo jako „vysokoškolské studium“, bakalářský studijní program byl označován jako „(obsahově) ucelená část vysokoškolského studia“. Těm, kteří ještě před rokem 1990 absolvovali univerzitní studia bez získání akademického titulu, byl titul magistra (Mgr.) přiznán zákonem. Boloňský proces pak sjednotil evropské vysokoškolské vzdělávání. Pro nesouhlas s tímto stavem, kdy uvedené tituly udělovány nebyly, bylo od přijetí nového vysokoškolského zákona v roce 1998 opět umožněno takovéto tituly získat, a to magistrům po dodatečné a zpoplatněné rigorózní zkoušce – udělení těchto titulů tak nepředchází žádné další formální studium. Tento stav, kdy se udělují jak tzv. (fakultativní) malé doktoráty, tak magistr (Mgr.), přičemž oba označují de facto stejnou kvalifikaci (magisterskou úroveň, 7 v ISCED, master's degree), však bývá předmětem kritiky.
Vyšší kvalifikaci (8 v ISCED, doctor's degree) primárně určenou pro vědeckou činnost je pak možno od roku 1998 dosáhnout dalším 3-4letým studiem v doktorském studijním programu (doktor – Ph.D.), přičemž mezi lety 1990–1998 se jednalo o tzv. „postgraduální studium“ (doktor – Dr.) a v předchozím období (od roku 1953) se pak jednalo o tzv. „vědeckou aspiranturu“ (kandidát věd – CSc.).

## Obdobné tituly v jiných zemích
Boloňská reforma vysokoškolského studia, zaváděná v Evropě od roku 1998, doporučila užívání titulu magistr, který i v dalších zemích nahrazuje dřívější tituly doktorské nebo diplomové.
V Německu se pro tento nový titul, udělovaný v navazujících (konsekutivních) studijních programech, obvykle užívá anglické Master. Obecně se udělují tyto tituly:
- Master of Arts (M.A.) ve společenských a humanitních vědách, ale i v dalších oborech
- Master of Science (M.Sc.) v matematice, informatice a přírodních vědách
- Master of Engineering (M.Eng.) v inženýrských vědách
- Master of Laws (LL.M.) v právních oborech
- Master of Fine Arts (M.F.A.) ve výtvarných uměních
- Master of Music (M.Mus.) v hudebních oborech
- Master of Education (M.Ed.) v pedagogických a učitelských oborech.

Kromě toho udělují různé vysoké školy i řadu dalších magisterských titulů.
V Rakousku se od roku 2006 tituly také odvozují z angličtiny a mezi nejčastější patří:
- Master of Arts (MA)
- Master of Science (MSc)
- Master of Laws (LLM)
- Master of Business Administration (MBA)

Ve Velké Británii trvá magisterské studium obvykle 3 až 4 semestry a rozlišují se tzv. Taught Masters a Research Masters, s vyššími nároky na závěrečnou práci. Nejčastějšími tituly jsou:
- Master of Arts (MA.)
- Master of Science (MSc.)
- Master of Laws (LL.M.)
- Master of Research (MRes.)

Také v USA je velká rozmanitost udělovaných titulů. Magisterská studia se počítají mezi Graduate studies, vstupuje na ně daleko menší počet studentů a trvají obvykle dva roky, nejběžnější tituly jsou MA, MSc a MBA. Ke studiu, orientovanému na vědeckou práci, se někde mohou hlásit i bakaláři věd (BSc) a magisterský stupeň absolvují en route (během studia). Jinak je tomu v lékařství a právu, kde bakaláři studují nejprve tzv. professional doctorate (MD a JD) a pokud se chtějí věnovat výzkumu, pokračují v magisterských programech – LLM u právních oborů, Ph.D. u lékařských.